# Mont-Organisé
Mont-Organisé (Haïtiaans-Creools: Montòganize) is een stad en gemeente in Haïti met 21.000 inwoners. De plaats ligt bij de grens met de Dominicaanse Republiek, 27 km ten zuidoosten van de plaats Fort-Liberté. De gemeente maakt deel uit van het arrondissement Ouanaminthe in het departement Nord-Est.
Er wordt koffie en citrusvruchten verbouwd. Ook vindt er industriële verwerking van koffie plaats. Verder wordt er goud gevonden.

## Indeling
De gemeente bestaat uit de volgende sections communales:
| Nr. | Naam      | Km²   | Inw.2015 |
| --- | --------- | ----- | -------- |
| 1   | Savanette | 55,42 | 16.155   |
| 2   | Bois Poux | 39,07 | 4.818    |